# Petre Locusteanu
Petre Locusteanu (n. 1883, București - d. martie 1919) a fost un dramaturg, umorist și jurnalist român. S-a sinucis în 1919.
A fost angajat al Teatrului Național din Craiova. Cu toate acestea, a fost un actor fără succes ceea ce l-a împins spre o carieră de jurnalist. La Flacăra, el a fost redactor și editorialist dramaturg între 1911-1914, fiind asistat de Ion Pillat. În 1916, Locusteanu a editat propria revistă bilunară, Ziarul meu.  Între 1917-1918, când Iașiul a fost capitala națională în primul război mondial, a administrat ziarul România. 
Moștenirea sa ca umorist este modestă față de lucrările altor umoriști români având o calitate slabă față de cele ale altor scriitori de dinainte de primul război mondial cum ar fi I. A. Bassarabescu, D. D. Pătrășcanu, Alexandru Cazaban sau Aurel P. Bănuț.

## Opere
- Nevasta lui Cerceluș (1910) - prima sa lucrare publicată
- Cincizeci figuri contemporane (1913)
- Suntem nebuni (1914)
- Funcționarul de la domenii[3][4][5]

## Vezi și
- Listă de dramaturgi români
- Listă de umoriști români